# اوه سوتسشه
اوه سوتسشه (به آلمانی: Uwe Zötzsche) بازیکن فوتبال و هافبک اهل آلمان شرقی بود که از سال ۱۹۸۲ میلادی عضو تیم ملی فوتبال آلمان شرقی بوده‌است. وی در ۳۸ بازی ملی حضور داشته و در بازی‌های ملی‌اش ۵ گل به ثمر رساند. اوه سوتسشه آخرین بازی ملی خود را در سال ۱۹۸۸ میلادی انجام داد.